# 예카테리나 알렉산드롭스카야
예카테리나 드미트리예프나 알렉산드롭스카야(러시아어: Екатери́на Дми́триевна Алекса́ндровская, 2000년 1월 1일~2020년 7월 18일)는 러시아에서 태어난 오스트레일리아의 피겨스케이팅 선수이다.
2000년 새해 첫 날 러시아 모스크바에서 태어났고, 2015년부터 할리 윈저와 페어로 활동했다. 2017년 주니어 세계 선수권에서 우승했다. 2017-2018 주니어 그랑프리 파이널에서 오스트레일리아 대표로서는 처음으로 우승했다.
우울증을 앓고 있었으며 2020년 1월 뇌전증 진단을 받았다. 모스크바의 한 건물에서 추락사했으며 러시아 언론은 자살로 추정하고 있다.